# هيرمان (مقاطعة دودج)
هيرمان، مقاطعة دودج (بالإنجليزية: Herman, Dodge County, Wisconsin)‏ هي بلدة تقع بولاية ويسكونسن في الولايات المتحدة. تبلغ مساحتها 94.3 (كم²)، وترتفع عن سطح البحر 348 م، بلغ عدد سكانها 1207 نسمة في عام 2000 حسب إحصاء مكتب تعداد الولايات المتحدة وتصل الكثافة السكانية فيها 12.8 نسمة/كم2.

## وصلات خارجية
- http://www.townofherman.com
- The US50 - Cities and Towns in Wisconsin State
- Wisconsin Cities and Towns, Facts, Map, Flag, Colleges, Government, and More